# Macau Tower
La Macau Tower Convention & Entertainment Centre è una torre sita a Macao in Cina è alta 338 m ed è posta a 6 m sul s.l.m.; venne costruita in 3 anni.
È simile nella sua architettura allo Sky Tower di Auckland.